# WSZ (raper)
WSZ (akronim od Wujek Samo Zło), właściwie Maciej Albin Gnatowski (ur. 20 lutego 1974 w Warszawie), znany również jako Osama Bin Zło – polski raper, freestyle'owiec, autor tekstów, konferansjer, prezenter telewizyjny i osobowość medialna. Znany przede wszystkim z występów w duecie z Tomaszem „CNE” Kleyffem. Współtworzył także formacje Baku Baku Skład i Gib Gibon Skład.
Współpracował z takimi wykonawcami, jak Kaliber 44, Slums Attack, Paresłów, Waco, DJ 600V, Sistars, AbradAb, Transmisja, DonGURALesko, Matheo, Tede, DJ Decks, Numer Raz, Proceente oraz DJ Haem. Prowadził m.in. turniej Hip-hop Night Battle i festwial Rap History Warsaw. Finalista Wielkiej Bitwy Warszawskiej 2011.

## Życiorys
Maciej Gnatowski, wówczas pod pseudonimem Cygan, działalność artystyczną rozpoczął w latach 90. XX w. w zespole Wujek Samo Zło, w którego skład wchodził także Tomasz „CNE” Kleyff. Grupa nie odniosła sukcesu, jednakże jej nazwa posłużyła Gnatowskiemu jako nowy pseudonim artystyczny. WSZ po raz pierwszy zaistniał wobec szerszej publiczności, biorąc udział w konkursie Super MC w 1998 roku. W efekcie freestyle rapera znalazł się na albumie producenckim DJ-a 600V Produkcja hip-hop (1998). W międzyczasie dołączył do Baku Baku Składu, formacji wspierającej podczas koncertów Kaliber 44. Następnie wraz z Tymonem nagrał utwór „Czasem mylę”, który ukazał się na kompilacji różnych wykonawców wydanej wraz z branżowym magazynem Klan (1999). Raper wspomógł także freestyle’em zespół muzyki reggae Transmisja w utworze „Ojciec matka”, który ukazał się na płycie Lekkie urojenie. Rok później gościł na płytach Slums Attack – I nie zmienia się nic i Kaliber 44 – 3:44, w duecie z CNE. Nagrał z nim takżę zatytułowany „Czy to, co robimy”, wydany na składance firmy R.R.X. Pokaż walory.
W 2001 roku m.in. wraz z Tede jako Gib Gibon Skład wziął udział w najsłynniejszej polskiej bitwie hip-hopowej: Bitwie Płockiej. Artyści zmierzyli się wówczas w pojedynku freestyle’owym wraz z formacją Obrońcy Tytułu, której przewodził Eldo. Zwycięzcą turnieju, którego kanwą był beef pomiędzy Tede a Eldo był Gib Gibon Skład. W międzyczasie Gnatowski wziął udział w głośnej produkcji Sylwestra Latkowskiego Blokersi. Skit w wykonaniu rapera znalazł się na ścieżce dźwiękowej promującej obraz. Gnatowski wystąpił także w drugiej części filmu dokumentalnego Joanny Rechnio „Mówią bloki człowieku 2” zrealizowanego na rzecz MTV Polska. Również w 2001 roku WSZ gościł na pierwszym albumie żeńskiego duetu Paresłów – Galaktao, debiucie solowym Tedego – S.P.O.R.T., a także albumach producenckich Waco – Świeży materiał i DJ-a 600V – Wkurwione bity. Raper zadebiutował także jako prezenter stacji telewizyjnej VIVA Polska, w którym wraz z CNE podjął się prowadzenia programu hip-hopowego Megazin.
Pierwszy album studyjny pt. Te-Rap-Ja WSZ nagrał w duecie wraz CNE. Materiał ukazał się w 2002 roku nakładem Warner Music Poland. Produkcji nagrań podjęli się DJ Feel-X, Tede, Igor, Korzeń i Majki. Z kolei wśród gości znaleźli się: Filip, Doni, Foster, Gutek i Malajka. Pewną popularność zyskała w kraju pochodząca z płyty piosenka „Każdy szczegół”, która dotarła do 59. miejsca Szczecińskiej Listy Przebojów Polskiego Radia. Do utworu został zrealizowany również teledysk. Z kolei Te-Rap-Ja znalazła się w październikowym zestawieniu stowarzyszenia ZPAV najlepiej sprzedających się płyt. Powstały także klipy do kompozycji „Rapowe ziarno” oraz „Jak”. W drugim z nich gościnnie wystąpił aktor Henryk Gołębiewski. Materiał był promowany podczas licznych koncertów w Polsce, raperzy wystąpili m.in. dla osadzonych w Zakładzie Karnym we Włocławku. Duet wystąpił także w talk-show telewizji Polsat Kuba Wojewódzki i programie TVP 30 ton – lista, lista przebojów.
W 2003 roku WSZ, obok CNE i Kołcza wystąpił na mixtapie Tedego sygnowanym jako DJ Buhh – Volumin II: George W. Buhh. Zwrotki rapera znalazły się także na płycie formacji Sistars – Siła sióstr. W tym samym roku WSZ i CNE w telewizji VIVA Polska, rozpoczęli prace na planie nowego programu – Rap Kanciapa. Natomiast roku później WSZ rymował na drugiej płycie Tedego – Notes i debiucie solowym Abradaba pt. Czerwony album. Artysta wziął także udział, jednakże bez powodzenia w turnieju Mega Club Freestyle Battle w Katowicach. Również w 2004 roku pochodzące z debiutu WSZ i CNE piosenki „Chcą ciągnąc od nas” i „Jak” zostały wykorzystane w polskim wydaniu gry wideo Tony Hawk’s Pro Skater 4.
Kolejna płyta duetu WSZ i CNE pt. Jeszcze raz ukazała się w 2005 nakładem wytwórni Wielkie Joł. Promowały ją utwory pt. „Jeszcze raz” i „Gangsterka”, do których został zrealizowane teledyski. Promocyjny obraz powstał także do piosenki „Pierwiastek” z gościnnym udziałem raperki Ani Sool. Producentami albumu byli Tede, Młody Grzech, Matheo oraz Eraefi. Materiał ponadto był promowany podczas trasy koncertowej G-Shock Basket Music Tour 2005. Wieczorne koncerty w ramach tournée poprzedzały turnieje streetballu. Imprezie sportowo-muzycznej towarzyszył również powstały w tym celu klip do utworu „Rywalizacja” w którym wystąpili Numer Raz, WSZ, CNE, Filip Rudanacja oraz DJ Bart. Również w 2005 roku Gnatowski wystąpił w dubbingowanej roli w filmie animowanym Zebra z klasą, jako Mucha Bździk. Następnie zagrał w epizodycznej roli w serialu Piotra Wereśniaka Kryminalni. Raper wystąpił jako on sam w odcinku pt. „Hip-hop” m.in. wraz z udziałem Pezeta i Tedego. W międzyczasie WSZ podjął się prowadzenia kolejnego programu stacji VIVA Polska – Tramwajowa Hip Hop Lista. Wystąpił także w finale WBW 2005, jednakże opadł w pierwszej rundzie.
W 2006 roku WSZ i CNE przenieśli się do stacji MTV Polska, gdzie prowadzili program Rap Pakamera. Z kolei sam WSZ poprowadził audycję Tramwajówka. Raper pojawił się także m.in. obok Muńka Staszczyka i Pelsona w filmie dokumentalnym Mateusza Szlachtycza Grzesiuk, chłopak z ferajny. Wystąpił również z Muflonem i Flintem w pojedynku freestyle’owym w Teatrze Starym w Krakowie, gdzie raperzy wcielali się w Mickiewicza i Słowackiego, impreza została zadedykowana Stanisławowi Grzesiukowi. W międzyczasie Wujek Samo Zło wziął udział w Grand Prix WBW 2006. Rok później wziął ponownie udział w tymże pojedynku, a także w Wojnie o Śląsk. W latach późniejszych raper gościł na albumach takich wykonawców jak Efekt Działania, Numer Raz i DJ Abdool, DonGURALesko i Matheo, Anioł oraz DJ Decks. W 2009 roku WSZ wystąpił gościnnie w serialu TVN 39 i pół. Tego samego roku zagrał w przygodowej produkcji Andrzeja Maleszki Magiczne Drzewo. Również w 2009 roku raper gościł na płytach Numera Raz i Procenta, a także mixtape’ach DJ-a Tuniziano i DJ-a Frodo. Po raz kolejny wziął także udział w turnieju WBW.
Z kolei w 2010 roku wcielił się w postać Małolata w komedii romantycznej Fenomen w reżyserii Tadeusza Paradowicza. W międzyczasie po odejściu z MTV Polska podjął pracę jako reporter terenowy w telewizji TVN Warszawa. Także w 2010 roku trzy skity WSZ znalazły się na kompilacji różnych wykonawców Grube jointy. Następnie artysta nawiązał współpracę z Kruszem. Efektem był mixtape WhatEver FM, który ukazał się 20 lutego 2011 roku nakładem Wielkie Joł. Również w 2011 raper zajął 5. miejsce w turnieju WBW 2011. Był to jego najlepszy wynik w historii występów w tejże imprezie. Od 2012 roku Gnatowski prowadził program Zwariowane zadania emitowany na antenie iTV. Z kolei od 2013 roku na antenie tejże stacji raper prowadził audycję Rap kanapa. Od 2020 do grudnia 2023 stały komentator w tabloidowej audycji TVP Info „Jedziemy!”. Od września 2024 roku został komentatorem i jednym z prowadzących programu Piachem w tryby w Telewizji Republika.
W 2018 został kandydatem na radnego dzielnicy Wola, startując z komitetu Wygra Warszawa. Stwierdził, że chce skupić się głównie na problemach i przyszłości młodzieży. Wcześniej publicznie popierał działania Prawa i Sprawiedliwości, w tym kandydata tej partii na prezydenta Warszawy, Patryka Jakiego.

## Walki freak fight

### Boks
16 maja 2019 w Warszawie podczas gali FEN 24: All or Nothing zadebiutował w formule bokserskiej. Jego przeciwnikiem został inny raper, Gabriel Al-Sulwi znany pod pseudonimem „Arab”. Pojedynek zakończył się w drugiej rundzie przez techniczny nokaut wygraną Al-Sulwiego.

### Niestandardowe zasady
W marcu 2024 roku federacja typu freak fight – Prime Show MMA ogłosiła za pośrednictwem social mediów, że Gnatowski będzie jednym z uczestników turnieju II Igrzysk Gladiatorów, które odbyły się 13 kwietnia 2024 w Warszawie podczas gali Prime 8: Zadyma 2.0. Udział „Wujka Samo Zło” w pierwszym etapie - półfinale toczył się na zasadach niestandardowych m.in. zawalczył on w parze z Rafałem Pazikiem przeciwko Łukaszowi „Kamerzyście” Wawrzyniakowi i Łukaszowi „Magical Jr.” Malanowskiem, zaś formułą starć był boks w małych rękawicach, który toczył się w nielimitowanej czasowo rundzie. Wspólnie z partnerem wyeliminował dwóch przeciwników, przechodząc do finału turnieju, do którego dostali się także dwaj kolejni rywale i tym razem bez podziały na pary każdy walczył przeciwko sobie. W nim przegrał z Rafałem Pazikiem przez techniczny nokaut, jednak chwilę wcześniej w tym etapie pokonał Huberta „Dredziastego” Węzka przez dyskwalifikację.

## Dyskografia
| Te-Rap-Ja (oraz CNE)                  | - Data: 10 października 2002 - Wydawca: Warner Music Poland | 40 |
| Jeszcze raz (oraz CNE)                | - Data: 13 października 2005 - Wydawca: Wielkie Joł         | –  |
| WhatEver FM (oraz Krusz)              | - Data: 20 lutego 2011 - Wydawca: Wielkie Joł               | –  |
| Wszystko gra (oraz Filip Samo Siejka) | - Data: 25 października 2014 - Wydawca: Proper Records      | –  |
| „–” album nie był notowany.           |                                                             |    |

| Tytuł                     | Rok  | Pozycja na liście |
| Tytuł                     | Rok  | SLiP              |
| ------------------------- | ---- | ----------------- |
| Każdy szczegół (oraz CNE) | 2002 | 59                |

Inne
| Album                                                                         | Rok  | Utwór | Źródło |
| ----------------------------------------------------------------------------- | ---- | --- | ------ |
| DJ 600V – Produkcja hip-hop                                                   | 1998 | „Freestyle” (gościnnie: WSZ) | [ 34 ] |
| Liryka Records (kompilacja)                                                   | 1999 | Neon – „Prawo jazdy” (gościnnie: WSZ) | [ 35 ] |
| Klan CD#06 (kompilacja)                                                       | 1999 | WSZ, Tymon – „Czasem mylę” | [ 36 ] |
| Transmisja – Lekkie urojenie                                                  | 1999 | „Ojciec matka” (gościnnie: WSZ) | [ 37 ] |
| Slums Attack – I nie zmienia się nic                                          | 2000 | „Nasze znajomości” (gościnnie: WSZ & CNE) | [ 38 ] |
| Pokaż walory (kompilacja)                                                     | 2000 | WSZ & CNE – „Czy to, co robimy” | [ 39 ] |
| Kaliber 44 – 3:44                                                             | 2000 | „Takie jakie jest” (gościnnie: WSZ & CNE) „Baku Baku to jest skład” (gościnnie: WSZ & CNE) „Baku Baku ciężkie jest jak cut” (gościnnie: WSZ & CNE) | [ 40 ] |
| Paresłów – Galaktao                                                           | 2001 | „Delektuj się” (gościnnie: WSZ & CNE) | [ 41 ] |
| Blokersi (ścieżka dźwiękowa)                                                  | 2001 | WSZ – „Koncert podwyższonego ryzyka” (Skit) | [ 42 ] |
| DJ 600V – Wkurwione bity                                                      | 2001 | „Mikrofonowi ludzie” (gościnnie: WSZ & CNE) | [ 43 ] |
| Tede – S.P.O.R.T.                                                             | 2001 | „A pamiętasz jak...” (gościnnie: WSZ & CNE) | [ 44 ] |
| Waco – Świeży materiał                                                        | 2001 | „Ukryte zwierzę” (gościnnie: WSZ & CNE) | [ 45 ] |
| DJ 600V – V6                                                                  | 2001 | „Mikrofonowi ludzie (Remix)” (gościnnie: WSZ & CNE)                                                                                                | [ 46 ] |
| DJ Buhh – Volumin II: George W. Buhh                                          | 2003 | „Kurort” (gościnnie: WSZ & CNE, Kołcz) „Trening” (gościnnie: Kołcz, WSZ & CNE)                                                                     | [ 47 ] |
| Sistars – Siła sióstr                                                         | 2003 | „Bierz, bierz…” (gościnnie: Ania Szarmach, WSZ & CNE)                                                                                              | [ 48 ] |
| Tede – Notes                                                                  | 2004 | „Ekipa Wielkie Joł” (gościnnie: Kiełbasa, Kołcz, Numer Raz, WSZ & CNE)                                                                             | [ 49 ] |
| AbradAb – Czerwony album                                                      | 2004 | „Tu mam swój skład (Baku Baku)” (gościnnie: WSZ & CNE)                                                                                             | [ 50 ] |
| Efekt Działania – Chaos                                                       | 2006 | „Niezależni” (gościnnie: DJ DFC, WSZ & CNE) „To ten skład” (gościnnie: WSZ & CNE)                                                                  | [ 51 ] |
| Hiphopstacja 3 (kompilacja)                                                   | 2006 | WSZ & CNE – „Gangsterka” | [ 52 ] |
| Numer Raz i DJ Abdool – Dokładnie tak                                         | 2007 | „Kolor szary – Jay-Z” (gościnnie: WSZ) | [ 53 ] |
| DonGURALesko & Matheo – Manewry mixtape. Z cyklu janczarskie opowieści        | 2007 | „Jedziemy z tym” (gościnnie: WSZ) „Skit” (gościnnie: WSZ)                                                                                          | [ 54 ] |
| Anioł – Zza kulis                                                             | 2007 | „Zza kulis” (gościnnie: WSZ & CNE) „Zza kulis” (Remix) (gościnnie: WSZ & CNE)                                                                      | [ 55 ] |
| DJ Decks – Mixtape 4                                                          | 2008 | „Spontan” (gościnnie: WSZ & CNE) | [ 56 ] |
| Numer Raz – Ludzie, maszyny, słowa                                            | 2009 | „Stan nastuk” (gościnnie: WSZ & CNE) | [ 57 ] |
| Proceente – 2012 / Podróż do źródeł czasu                                     | 2009 | „2012 (Radio Edit)” (gościnnie: WSZ) | [ 58 ] |
| Proceente – Galimatias                                                        | 2009 | „2012” (gościnnie: WSZ) | [ 59 ] |
| DJ Tuniziano – Polski blender                                                 | 2009 | „Kabaty forest” (gościnnie: WSZ, Sir Michu) | [ 60 ] |
| EMATeI/DJ Haem – Palenie mikrofonów nie powoduje wack’a ani choroby w wersach | 2009 | „Tu na wolnym – Freestyle Joint” (gościnnie: WSZ, Białas)                                                                                          | [ 61 ] |
| DJ Frodo – The Originals Mixtape                                              | 2009 | „Intro” (gościnnie:WSZ) | [ 62 ] |
| Grube jointy (kompilacja)                                                     | 2010 | WSZ – „Skit WSZ – „Skit 2" WSZ – „Skit 3" | [ 63 ] |

## Teledyski
| Tytuł                                                          | Rok  | Reżyseria       | Album        | Źródło |
| -------------------------------------------------------------- | ---- | --------------- | ------------ | ------ |
| „Każdy szczegół” (oraz CNE)                                    | 2002 | –               | Te-Rap-Ja    | [ 64 ] |
| „Jak” (oraz CNE)                                               | 2002 | –               | Te-Rap-Ja    | [ 65 ] |
| „Rapowe ziarno” (oraz CNE)                                     | 2002 | –               | Te-Rap-Ja    | [ 66 ] |
| „Gangsterka” (oraz CNE)                                        | 2005 | Grupa 13        | Jeszcze raz  | [ 67 ] |
| „Jeszcze raz” (oraz CNE)                                       | 2005 | Grupa 13        | Jeszcze raz  | [ 68 ] |
| „Pierwiastek” (oraz CNE, gościnnie: Ania Sool)                 | 2006 | –               | Jeszcze raz  | [ 69 ] |
| Numer Raz, WSZ, CNE, Filip Rudanacja, DJ Bart – „Rywalizacja”  | 2006 | Grupa 13        | –            | [ 70 ] |
| Proceente – „2012” (gościnnie: WSZ)                            | 2009 | Mariusz Gałązka | Galimatias   | [ 71 ] |
| "#Hot16Challenge”                                              | 2014 | –               | –            | [ 72 ] |
| „Ochotnik” (oraz Filip Samo Siejka)                            | 2014 | –               | Wszystko gra | [ 73 ] |
| „Western” (oraz Filip Samo Siejka; gościnnie: Joka, DJ Grubaz) | 2014 | Kickin Films    | Wszystko gra | [ 74 ] |

## Filmografia
| Tytuł                         | Rok  | Uwagi | Źródło |
| ----------------------------- | ---- | --- | ------ |
| „Mówią bloki człowieku 2"     | 2001 | jako on sam, film dokumentalny, reżyseria: Joanna Rechnio                                                         | [ 75 ] |
| "Blokersi”                    | 2001 | jako on sam, film dokumentalny, reżyseria: Sylwester Latkowski                                                    | [ 76 ] |
| „Zebra z klasą”               | 2005 | jako Mucha Bździk, rola dubbingowana, film animowany, reżyseria: Paweł Leśniak (reż. oryginalna Frederik Du Chau) | [ 76 ] |
| „Kryminalni”                  | 2005 | odc. 38, jako on sam, serial fabularny, reżyseria: Piotr Wereśniak                                                | [ 76 ] |
| „Grzesiuk, chłopak z ferajny” | 2006 | jako on sam, film dokumentalny, reżyseria: Mateusz Szlachtycz                                                     | [ 77 ] |
| „39 i pół”                    | 2009 | odc. 35, jako Maciek, serial fabularny, reżyseria: Łukasz Jaworski                                                | [ 76 ] |
| "Magiczne Drzewo”             | 2009 | jako raper, film fabularny, reżyseria: Andrzej Maleszka                                                           | [ 76 ] |
| "Fenomen”                     | 2010 | jako Małolat, film fabularny, reżyseria: Tadeusz Paradowicz                                                       | [ 76 ] |
| „Na Wspólnej”                 | 2014 | jako on sam, serial                                                                                               | [ 78 ] |